# Odčítání
Odčítání (též odečítání) je matematický pojem označující binární operaci opačnou k operaci sčítání.

## Značení a názvosloví
Zápis odčítání se skládá ze tří částí:

{\displaystyle x-y\,\!}
- {\displaystyle x\,\!} se nazývá menšenec (číslo, od kterého je odečítáno)
- {\displaystyle y\,\!} se nazývá menšitel (číslo, které je odečítáno)
- {\displaystyle -\,\!} je symbol pro operaci odčítání

Výsledek odčítání se pak nazývá rozdíl.

## Motivace a vlastnosti
Výpočet rozdílu dvou čísel (tj. odčítání) je vlastně odpovědí na otázku „které číslo musím přičíst k menšiteli, abych dostal menšenec“. Na otázku „kolik jablek chybí do dvanácti, když jich mám sedm“ lze tedy najít odpověď výpočtem {\displaystyle 12-7=5\,\!}, číslo 5 je hledaný rozdíl.
Jak už z tohoto popisu vyplývá, není postavení menšence a menšitele při odčítání stejné - jejich prohozením nezískám stejný výsledek. Na rozdíl od sčítání tedy odčítání není komutativní operace.
Operaci odečítání lze definovat na množinách přirozených, celých, racionálních, algebraických, reálných i komplexních čísel. Množina přirozených čísel není vůči operaci odčítání uzavřená – například rozdíl 2-3 není přirozené číslo. Pomocí operace odčítání lze rozšířit množinu přirozených čísel na čísla celá.

## Vztah k opačnému číslu
Ne každá podobná úloha má na každém číselném oboru řešení, například neexistuje žádné přirozené číslo {\displaystyle x=12-100\,\!}.
Aby bylo možné odečíst libovolná dvě čísla, musí ke každému číslu {\displaystyle x\,\!} existovat opačné číslo (nebo v algebře obecněji opačný prvek) {\displaystyle -x\,\!}.
Pak lze říci, že rozdíl je totéž, jako součet menšence s opačným číslem k menšiteli:

{\displaystyle x-y=x+(-y)\,\!}

Speciálně pro {\displaystyle x=0\,\!} dostáváme vztah

{\displaystyle 0-y=-y\,\!}.

Jako 0 si zde lze představit číslo 0 v běžném smyslu, na obecnější algebraické struktuře se jedná o neutrální prvek vzhledem k operaci sčítání.

## Odčítání zlomků
Pro odečtení dvou racionálních čísel platí vzorec podobný sčítání zlomků:
{\displaystyle {\frac {a}{b}}-{\frac {c}{d}}={\frac {a.d-c.b}{b.d}}\,\!}

## Odčítání komplexních čísel
Komplexní čísla se odečítají zvlášť pro reálnou a zvlášť pro imaginární část - opět se jedná o obdobu sčítání:
{\displaystyle (a+ib)-(c+id)=(a-c)+i(b-d)\,\!}